# Вевчани (община)
Община Вевчани (мак. Општина Вевчани) — община у Північній Македонії. Адміністративний центр — село Вевчани. Розташована на заході Македонії, Південно-Західний статистично-економічний регіон, з населенням 2433 мешканців, загальна площа общини — 22,8 км², є найменшою територіальною общиною країни.